# Карниз для штор
«Карниз для штор» (англ. The Curtain Pole) — американский короткометражный комедийный фильм Дэвида Уорка Гриффита и Мака Сеннета

## Сюжет
Фильм рассказывает о мужчине, который на вечеринке сломал шторный карниз и пошёл в ближайший магазин, чтобы найти ему замену. И вдруг он встречает старого знакомого...

## В ролях
| Актёр            | Роль                  |
| ---------------- | --------------------- |
| Мак Сеннет       | месье Дюпон           |
| Гарри Солтер     | мистер Эдвардс        |
| Флоренс Лоуренс  | миссис Эдвардс        |
| Линда Арвидсон   | женщина на улице      |
| Клара Т. Брэйси  |                       |
| Джордж Гебхардт  |                       |
| Артур В. Джонсон | мужчина в баре        |
| Джини Макферсон  | организатор вечеринок |